# Наньян
Нанья́н (кит. упр. 南阳, пиньинь Nányáng) — городской округ в провинции Хэнань КНР.

## История
Эти места были развиты с древнейших времён. Ещё в эпоху Чжоу в этих краях было создано удельное владение Шэнь (申伯国), от которого пошло одно из названий региона. Впоследствии оно было завоёвано царством Чу, в котором эти места получили название «земля Вань» (宛邑); здесь стала вовсю развиваться металлообработка. Когда эти места были завоёваны царством Цинь, то в 272 году до н. э. был создан округ Наньян (南阳郡), власти которого разместились в городе Ваньчэн (宛城). При империи Хань из-за бурного развития промышленности и торговли значение Ваньчэна настолько возросло, что его называли «одной из пяти столиц» (наряду с Лояном, Ханьданем, Линьцзы и Чэнду). Когда Ван Ман узурпировал власть и провозгласил империю Синь, то в ходе последовавшего восстания Ваньчэн был захвачен одной из группировок Люйлиньских войск под руководством Лю Сю, и Ваньчэн стал временной столицей повстанцев. Когда впоследствии Лю Сю основал империи Восточная Хань, то в память об этом Ваньчэн стал одной из трёх столиц страны — «Южной столицей» (南都, Наньду). Когда в 184 году началось восстание Жёлтых повязок, то эти места стали одним из главных мест сражений. В конце империи Хань за овладение этим регионом боролись все противоборствующие силы, из-за действий которых страна развалилась на три отдельные царства.
В эпоху Южных и Северных династий была создана область Дэнчжоу (邓州). При империи Суй в 607 году она была опять переименована в округ Наньян. При империи Тан в 620 году была создана область Ваньчжоу (宛州), но в 625 году она была расформирована, и была вновь создана область Дэнчжоу. В 742 году она была опять переименована в округ Наньян, но вскоре округу Наньян было возвращено название Дэнчжоу.
При империях Тан и Сун регион процветал, однако с началом нашествия чжурчжэней оказался на линии фронта. После того, как регион вошёл в состав чжурчжэньской империи Цзинь, была создана область Шэньчжоу (申州). После монгольского завоевания область была поднята в статусе — так появилась Наньянская управа (南阳府), продолжившая существование при империях Мин и Цин.
После основания империи Мин регион был выделен в удел 23-му сыну Чжу Юаньчжана. Когда в конце существования империи Мин началась крестьянская война, то в 1633 году регион был атакован войсками Чжан Сяньчжуна, но правительственные войска под командованием Цзо Ляньюя отбили нападение. В 1638 году Чжан Сяньчжун вновь атаковал Наньян, и вновь был разбит. В 1641 году Наньян был атакован войсками Ли Цзычэна, но и тогда смог удержаться. В 1642 году Ли Цзычэн вновь атаковал Наньян, и лишь теперь повстанцам сопутствовала удача. Но вскоре началось маньчжурское завоевание Китая, и Наньян был быстро захвачен цинскими войсками.
При империи Цин для лучшего контроля центра над окраинами в стране была развита почтовая служба и устроена сеть почтовых станций; Наньян стал важным перевалочным пунктом смены «северных лошадей и южных лодок» (南船北马). Удачное положение на стыке сухопутных и водных путей привело к бурному экономическому развитию региона. Однако когда в конце империи Цин через Ваньчэн прошла железная дорога Пекин-Ухань, то значение пункта перевалки грузов с водных маршрутов на сухопутные и наоборот резко снизилось, и начался упадок. После Синьхайской революции в Китае была проведена реформа структуры административного деления, и управы были упразднены — так прекратила своё существование Наньянская управа.
В 1941 году во время войны с Японией регион стал ареной сражения, известного как «Битва за южную Хэнань». В марте 1945 года японские войска предприняли наступление на собственно Наньян, и после месячного героического сопротивления город пал.
22 ноября 1949 года урбанизированная часть уезда Наньян была выделена в отдельный город Наньян.
В 1949 году был создан Специальный район Наньян (南阳专区), состоящий из 12 административных единиц уездного уровня. Впоследствии Специальный район Наньян был переименован в Округ Наньян (南阳地区).
В 1994 году решением Госсовета КНР был расформирован округ Наньян и создан Городской округ Наньян; на территориях бывшего города Наньян и бывшего уезда Наньян были образованы районы Ваньчэн и Волун в его составе.
В 2014 году городской уезд Дэнчжоу был выведен из состава городского округа Наньян и подчинён напрямую властям провинции Хэнань.

## Административно-территориальное деление
Городской округ Наньян делится на 2 района, 10 уездов:
| Карта                                                                              | Карта    | Карта     | Карта          | Карта         | Карта            |
| ---------------------------------------------------------------------------------- | -------- | --------- | -------------- | ------------- | ---------------- |
| Ваньчэн Волун Наньчжао Фанчэн Сися Чжэньпин Нэйсян Сичуань Шэци Танхэ Синье Тунбай |          |           |                |               |                  |
| Статус                                                                             | Название | Иероглифы | Пиньинь        | Площадь (км²) | Население (2010) |
| Район                                                                              | Ваньчэн  | 宛城区    | Wǎnchéng qū    | 880           | 890 000          |
| Район                                                                              | Волун    | 卧龙区    | Wòlóng qū      | 1007          | 990 000          |
| Уезд                                                                               | Наньчжао | 南召县    | Nánzhào xiàn   | 2946          | 650 000          |
| Уезд                                                                               | Фанчэн   | 方城县    | Fāngchéng xiàn | 2542          | 1 100 000        |
| Уезд                                                                               | Сися     | 西峡县    | Xīxiá xiàn     | 3453          | 470 000          |
| Уезд                                                                               | Чжэньпин | 镇平县    | Zhènpíng xiàn  | 1490          | 1 050 000        |
| Уезд                                                                               | Нэйсян   | 内乡县    | Nèixiāng xiàn  | 2465          | 700 000          |
| Уезд                                                                               | Сичуань  | 淅川县    | Xīchuān xiàn   | 2817          | 760 000          |
| Уезд                                                                               | Шэци     | 社旗县    | Shèqí xiàn     | 1203          | 730 000          |
| Уезд                                                                               | Танхэ    | 唐河县    | Tánghé xiàn    | 2497          | 1 390 000        |
| Уезд                                                                               | Синье    | 新野县    | Xīnyě xiàn     | 1056          | 820 000          |
| Уезд                                                                               | Тунбай   | 桐柏县    | Tóngbǎi xiàn   | 1941          | 490 000          |

## Экономика
В Наньяне базируется свиноводческая группа Muyuan Foods и расположен химический завод компании Sinopec Group.

## Транспорт
Коммерческие авиаперевозки городского округа обслуживает аэропорт Наньян Цзянинь.